# Sintang
Sintang är en flygplats i Indonesien. Den ligger i den nordvästra delen av landet, 900 km nordost om huvudstaden Jakarta. Sintang ligger 29 meter över havet.
Terrängen runt Sintang är mycket platt.Runt Sintang är det tätbefolkat, med 459 invånare per kvadratkilometer. I omgivningarna runt Sintang växer i huvudsak städsegrön lövskog.